# Septimánie
Septimánie (francouzsky Septimanie) byla západní oblast římské provincie Gallia Narbonensis nacházející se v dnešním jihofrancouzském regionu Languedoc-Roussillon. Její hranice se nacházely na polovině cesty mezi Středozemním mořem a řekou Garonnou na severozápadě. Na východě ji řeka Rhôna dělila od Provence, na jihu její hranicí bylo pohoří Pyreneje.

## Historie

### Gótská Septimánie
V roce 462 bylo území podstoupeno vizigótskému králi Theodorichu II. za uzavření foedu s římskou říší. Pod vizigótskou nadvládou bylo území známé jako Gallie, Arbuna nebo Narbonensis. V roce 720 se území před dobytím Franky nakrátko stalo součástí Córdobského emirátu.
Později se území stalo součástí karolínské říše. V roce 826 území spravovala španělská marka a po Verdunské smlouvě se stalo součástí Západofranské říše. Na konci 9. století bylo území označováno jako Gothia nebo Marca gothica, tj. Gótská marka.

### Toulouské hrabství
V letech 918–1229 území náleželo hrabatům z Toulouse. Území bylo pod vlivem nejen hrabat z Toulouse, ale i pod vlivem lidí z Provence a starobylého Katalánska. Bylo také součástí kulturní a jazykové oblasti Okcitánie, která území nakonec přivedla pod kontrolu francouzských králů, když bylo území jako důsledek Albigenské křížové výpravy připojeno Pařížskou smlouvou 12. dubna 1229 k francouzské koruně. Od konce 13. století je místo známé jako Languedoc a jeho historie byla svázaná s Francií.
Název Septimánie může pocházet zčásti z římského města Béziers. Colonia Julia Septimanorum Beaterrae zmiňuje vypořádání se s veterány z VII. římské legie v tomto městě. Další možný původ názvu Septimánie vychází z počtu sedmi měst v době starověku a to Narbonne, Agde, Béziers, Maguelonne, Elne, Carcassonne, Lodéve.